# Adonisea
Adonisea är ett släkte av fjärilar. Adonisea ingår i familjen nattflyn.

## Dottertaxa tillAdonisea, i alfabetisk ordning[1]
- Adonisea accessa
- Adonisea acutilinea
- Adonisea aden
- Adonisea aetheria
- Adonisea albafascia
- Adonisea alensa
- Adonisea aleucis
- Adonisea amaryllis
- Adonisea amblys
- Adonisea antonio
- Adonisea approximata
- Adonisea ar
- Adonisea arcigera
- Adonisea arefacta
- Adonisea argentifascia
- Adonisea atrites
- Adonisea aurantiaca
- Adonisea avemensis
- Adonisea balba
- Adonisea baueri
- Adonisea bicuspida
- Adonisea bieneri
- Adonisea bifascia
- Adonisea biforma
- Adonisea bimatris
- Adonisea bina
- Adonisea biundulata
- Adonisea brevis
- Adonisea brucei
- Adonisea brunnea
- Adonisea buta
- Adonisea californica
- Adonisea californicus
- Adonisea camina
- Adonisea cardui
- Adonisea carminatra
- Adonisea carmosina
- Adonisea carolinensis
- Adonisea chansyi
- Adonisea chilensis
- Adonisea chrysellus
- Adonisea ciliata
- Adonisea citrinellus
- Adonisea clara
- Adonisea coercita
- Adonisea cognata
- Adonisea coloradica
- Adonisea conchula
- Adonisea concinna
- Adonisea conizae
- Adonisea constricta
- Adonisea contracta
- Adonisea coolidgei
- Adonisea copiosa
- Adonisea cora
- Adonisea coreta
- Adonisea crenilinea
- Adonisea crotchii
- Adonisea cumatilis
- Adonisea cupes
- Adonisea demaculata
- Adonisea deserticola
- Adonisea designata
- Adonisea diffusa
- Adonisea digitalis
- Adonisea divergens
- Adonisea dobla
- Adonisea dolosa
- Adonisea dorsilutea
- Adonisea dubitans
- Adonisea edwardsi
- Adonisea ernesta
- Adonisea erosa
- Adonisea errans
- Adonisea exaltata
- Adonisea eximia
- Adonisea fastidiosa
- Adonisea felicitata
- Adonisea ferricosta
- Adonisea flavidenta
- Adonisea florida
- Adonisea fulleri
- Adonisea gaurae
- Adonisea gloriosa
- Adonisea gracilenta
- Adonisea graefiana
- Adonisea hanga
- Adonisea hirtella
- Adonisea honesta
- Adonisea hulstia
- Adonisea illustra
- Adonisea imperialis
- Adonisea imperspicua
- Adonisea inclara
- Adonisea indiana
- Adonisea intermontana
- Adonisea intrabilis
- Adonisea jaegeri
- Adonisea jaguarina
- Adonisea kasloa
- Adonisea krempfi
- Adonisea labe
- Adonisea languida
- Adonisea lanul
- Adonisea ligeae
- Adonisea limbalis
- Adonisea lineata
- Adonisea lora
- Adonisea lucens
- Adonisea lucilinea
- Adonisea luxa
- Adonisea luxuriosa
- Adonisea lynx
- Adonisea macroptica
- Adonisea majellana
- Adonisea marginatus
- Adonisea martini
- Adonisea masoni
- Adonisea matutina
- Adonisea meadi
- Adonisea megarena
- Adonisea melliflua
- Adonisea meskeana
- Adonisea mexicana
- Adonisea miniana
- Adonisea mitis
- Adonisea mortua
- Adonisea multiplex
- Adonisea navarra
- Adonisea neglecta
- Adonisea nigrirena
- Adonisea niveicosta
- Adonisea nobilis
- Adonisea nubila
- Adonisea nundina
- Adonisea obliqua
- Adonisea obliquata
- Adonisea obscurata
- Adonisea ochracea
- Adonisea ochreifascia
- Adonisea oculata
- Adonisea odenwalli
- Adonisea oleagina
- Adonisea olivacea
- Adonisea packardii
- Adonisea pallicincta
- Adonisea parmeliana
- Adonisea patagonica
- Adonisea pauxillus
- Adonisea perminuta
- Adonisea persimilis
- Adonisea petulans
- Adonisea pseudomia
- Adonisea pulchra
- Adonisea pulchripennis
- Adonisea purpurascens
- Adonisea purpurata
- Adonisea pyraloides
- Adonisea regia
- Adonisea reniformis
- Adonisea riojana
- Adonisea rivulosa
- Adonisea rosea
- Adonisea roseitincta
- Adonisea rubiginosa
- Adonisea rufimedia
- Adonisea rufipenna
- Adonisea sanguinea
- Adonisea sara
- Adonisea saturata
- Adonisea scarletina
- Adonisea scissa
- Adonisea scissoides
- Adonisea scotii
- Adonisea scutata
- Adonisea separata
- Adonisea septentrionalis
- Adonisea sexata
- Adonisea sexplagiata
- Adonisea sierrae
- Adonisea simplex
- Adonisea siren
- Adonisea snowi
- Adonisea sordida
- Adonisea spinosae
- Adonisea spraguei
- Adonisea steensensis
- Adonisea stena
- Adonisea subatra
- Adonisea subrosea
- Adonisea suetus
- Adonisea sulmula
- Adonisea tanena
- Adonisea tenuescens
- Adonisea tenuimargo
- Adonisea terrifica
- Adonisea tertia
- Adonisea thoreaui
- Adonisea tobia
- Adonisea trifascia
- Adonisea triolata
- Adonisea tuberculum
- Adonisea ultima
- Adonisea unimacula
- Adonisea vacciniae
- Adonisea walsinghami
- Adonisea vanella
- Adonisea velaris
- Adonisea velutina
- Adonisea verna
- Adonisea villosa
- Adonisea viridens
- Adonisea volupia
- Adonisea volupides
- Adonisea zuni